# Stígarnir
Stígarnir è una montagna alta 710 metri sul mare situata sull'isola di Streymoy, la maggiore dell'arcipelago delle Isole Fær Øer, appartenente alla Danimarca.
È la quarantunesima montagna, per altezza, dell'intero arcipelago, e la decima, sempre per altezza, dell'isola.
Sulla mappa è segnata l'altezza del monte a 661 metri sul livello del mare.

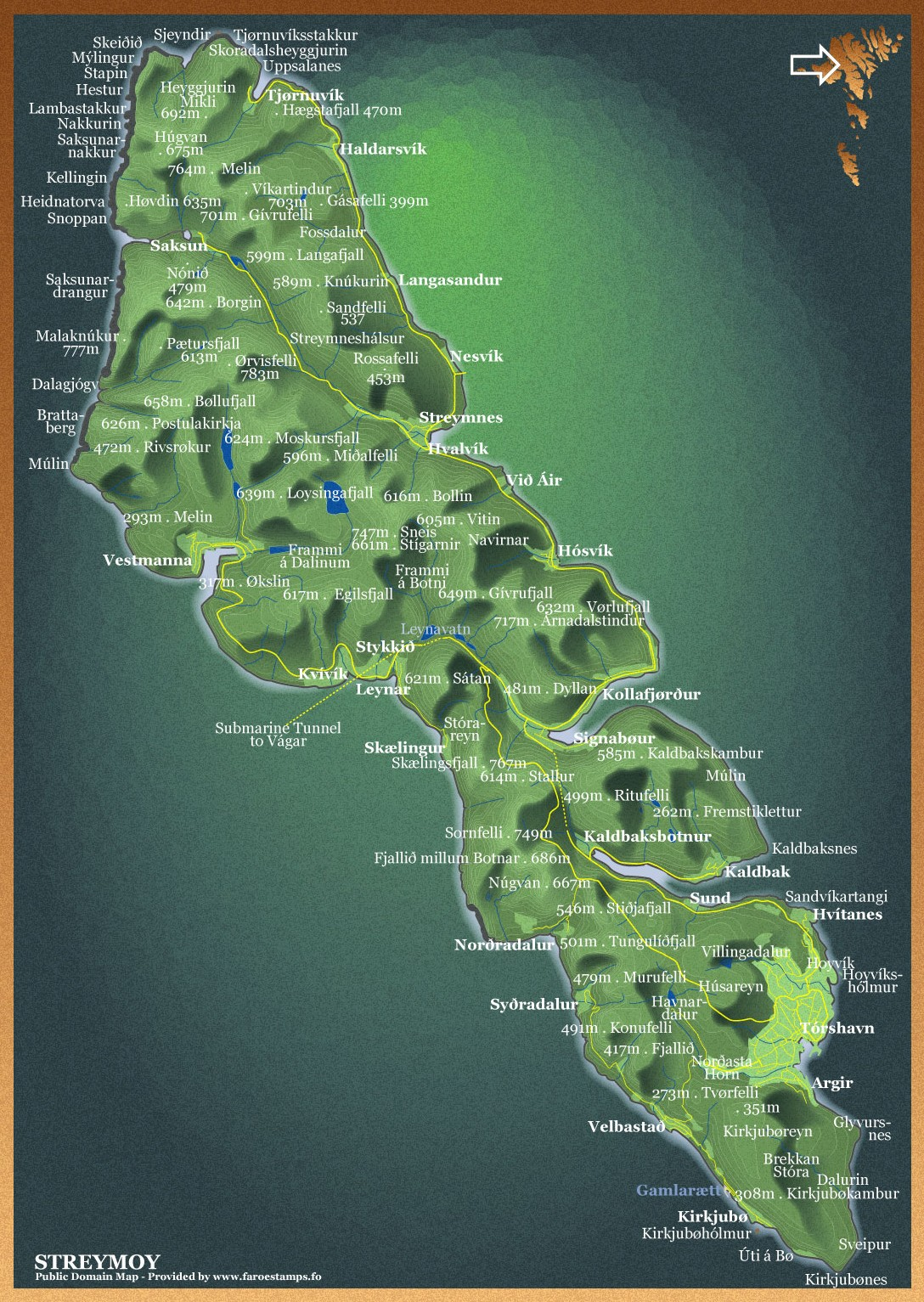
Isola di Streymoy, mappa delle località e delle alture